# 2015년 상하이 국제 영화제
제18회 상하이 국제 영화제는 2015년 6월 13일에 열린 시상식이다.

## 수상 및 후보

### 금잔작품상
- 더 나잇 와치맨 - 피에르 졸리베 수상

### 금잔심사위원대상
- 어둠 속의 자유 - 야첵 루신스키 수상

### 금잔감독상
- 열일작심 - 초보평 수상

### 금잔각본상
- 케이크 - 패트릭 토빈 수상

### 금잔촬영상
- 선스트로크 - Vladislav Opeliyants 수상

### 금잔남우주연상
- 열일작심 - 덩차오 수상
- 열일작심 - 단혁굉 수상
- 열일작심 - 곽도 수상

### 금잔여우주연상
- 더 미드와이프 - 크리스타 코소넨 수상

### 금잔다큐멘터리상
- 더 벌스 오브 어스 - 오비약 외 1명 수상

### 금잔애니메이션상
- 바다의 노래 - 톰 무어 수상

### 금잔상-장편영화
- 바르샤바의 공작 부인 - 조셉 모르더
- 자메 다란 - 하미드레자 고트비
- 장수상회 - 강제규
- 풍중가족 - 왕동
- 저니 투 더 쇼어 - 구로사와 기요시
- LOVE IN THE 1980S - 후오지엔치
- 사우스포 - 안톤 후쿠아
- 위로공단 - 임흥순
- 메루 - 지미 친 외1명
- 더 오버나이터스 - 제시 모스
- 브룽가 - 올란도 폰 아인지델
- 유고와 라라 : 신비의 숲 어드벤처 - 왕운비
- 무민: 더 무비 - 자비에르 피카드
- 레전드 오브 래빗: 불의 전설 - 마원 외1명
- 하나와 앨리스 : 살인사건 - 이와이 슌지
- 숀더쉽 - 마크 버튼 외1명

### 아시아신인작품상
- 소년파비륜 - 상국강
- 사랑의 노동 - 아딧야 비크람 센굽타
- 0.5미리 - 안도 모모코
- 13 - 호우만 세예디
- 전랑 - 오경

### 아시아신인감독상
- 0.5미리 - 안도 모모코
- 노스 바이 노시스트 - 장 빙지안
- 철원기행 - 김대환
- 전랑 - 오경

### 아시아신인각본상
- 섹스 어필 - 쿤-화 수
- 0.5미리 - 안도 모모코
- 시티 - 에디 카효노
- 소녀 나타 - 리 샤오펑 외2명
- Seeing - 차큼 린포체

### 아시아신인촬영상
- 사랑의 노동 - 아딧야 비크람 센굽타
- 13 - 알리 타브리지
- 시티 - 유엘 보사드
- 본 린 - 고바야시 게이이치
- 새출발 - 박인범

### 아시아신인남우주연상
- 13 - 야스나 미르타마숩
- 새출발 - 우지현
- 섹스 어필 - 황원
- 리버 - 구루 티세단
- 노스 바이 노시스트 - 반 잔

### 아시아신인여우주연상
- 본 린 - 사쿠라 에마
- 소녀 나타 - 하오페이 리
- 5일의 마중 - 장혜문
- 새출발 - 이혜아
- 리버 - 양찬 라모

### 공로상
- 무뢰한 - 오승욱 수상

### 온 더 실크로드
- 딸과 엄마 - 파나바르코다 라자이
- 안녕 아침, 저녁 - 러키 쿠스완디
- 인 더 크로스윈드 - 마르티 헬데
- 코자 - 이반 오스트로초브스키
- 미소노 유니버스 - 야마시타 노부히로
- 마리키나 - 마일로 소구에코
- 세상을 구한 남자 - 셍 탓 리우
- 화장 - 임권택
- 리버 로드 - 리뤼준
- 타불라 식당 - 아드리얀토 데오
- Talakjung vs Tulke - Nischal Basnet

### 중국의 항일전쟁 및 반파시스트전쟁 승리 70주년 기념
- 13 미닛츠 - 올리버 히르비겔
- 사형수 탈출하다 - 로베르 브레송
- 그림자 군단 - 장 피에르 멜빌
- CHILDREN OF TROUBLE TIME - Xingzhi Xu
- 이반의 어린 시절 - 안드레이 타르코프스키
- 릴리 마를렌 - 라이너 베르너 파스빈더
- 밤이 걷히면 - 안드레 싱어
- STORM OVER THE YANG-TSE RIVER - 이한상
- The Battle for Moscow - Yuriy Ozerov
- 콰이강의 다리 - 데이빗 린
- 양철북 - 폴커 슐렌도르프

### 갈라 스크리닝
- 뷰티풀 마인드 - 론 하워드
- 빅 게임 - 얄마리 헬렌더
- 에비에이터 - 마틴 스코세이지
- 워터 디바이너 - 러셀 크로우

### 스펙트럼
- 100엔 러브 - 타케 마사하루
- 14+ - 안드레이 자이체프
- 22 점프 스트리트 - 필 로드
- '71 - 얀 디맨지
- 어 페어웰 투 지누 - 마츠오 스즈키
- 도희야 - 정주리
- 꿈보다 해몽 - 이광국
- 모스트 바이어런트 - J.C. 챈더
- Ah Boys to Men 3: Frogmen - 잭 네오
- 성실한 나라의 앨리스 - 안국진
- 아무르 포 - 예시카 하우스너
- ATM - Kenne Yam
- 오로라 - 로드리고 세풀베다
- Bad Luck - 토머스 보쉬츠
- 비긴 어게인 - 존 카니
- 버드 피플 - 파스칼 페랑
- 보이콰이어 - 프랑소와 지라르
- 형제 - 테오나 그레네이드 외1명
- Buffer Zone - 조르지 듈게로브
- 카프라이스 - 엠마누엘 무레
- 쎄시봉 - 김현석
- 텐 노 차스케 - 다나카 히로유키
- 체리 타바코 - 안드레스 마이미크 외1명
- 좋은 친구들 - 이도윤
- Corpse Collector - Dimitar Dimitrov
- 툴루즈의 연쇄살인범 - 에릭 셰리에르
- 조선명탐정 : 사라진 놉의 딸 - 김석윤
- Dirty, Yellow, Darkness - Kalpana Ariyawansa 외1명
- 에코테라피 게타웨이 홀리데이 - 오키타 슈이치
- 엔들리스 나잇츠 인 오로라 - 스벤 리
- 엑스 마키나 - 알렉스 가랜드
- 펠릭스 앤 메이라 - 맥심 지루
- 포커스 - 글렌 피카라 외1명
- 포에버 - 마가리타 만다
- 겟, 더 트라이얼 오브 비비안 암살렘 - 로니트 엘카베츠 외1명
- Gods - Lukasz Palkowski
- 경주 - 장률
- Headfirst - 안티 헤이키 페소넨
- 자유의 언덕 - 홍상수
- 허리케인 - 앤디 바이어트 외1명
- 아이 워너 홀드 유어 핸드 - 황수아
- 카케코미 여자와 카케다시 남자 - 하라다 마사토
- 키핑 로지 - 스티브 리브스
- 교토 엘러지 - 스기노 키키
- Little Man - Radek Beran
- Long Story Short - May el-Toukhy
- 루나 - 데이브 맥킨
- 마리즈 스토리 - 장 피에르 아메리
- 습지 - 알베르토 로드리게즈
- 메이 알라 블레스 프랑스! - 압드 알 말릭
- 미성년 - 이경섭
- Money Buddies - Daniele Ciprì
- Morpheus - Frauke Lodders
- 나의 사랑 나의 신부 - 임찬상
- 내 연애의 기억 - 이권
- No Comment - Artyom Temnikov
- No Man's Island - 페렌크 토록
- 노 원스 차일드 - 부크 수모빅
- 지금이 아니면 안 돼 - 세르쥬 프리드망
- Now We're Alive - 티볼트 아브르
- 원 포 더 로드 - 잭 자하 카바비
- 파티 걸 - 마리 아마슈켈리-바르사크
- 피닉스 - 크리스티안 펫졸드
- 로맨스 - 타나다 유키
- 센자 네쑤나 피에타 - 미셀 알아이퀘
- 슬로우 웨스트 - 존 맥클린
- 눈길 - 이나정
- 소셜포비아 - 홍석재
- 스트라토스 - 야니스 에코노미디스
- 텐 사우즌드 세인츠 - 샤리 스프링어 버먼
- 더 다크 홀스 - 제임스 네이피어 로벗슨
- 살인의뢰 - 손용호
- 안녕,헤이즐 - 조쉬 분
- The Funeral Guest - 매튜 코넨
- 세상의 끝에서 커피 한잔 - 치앙시우청
- 더 레슨 - 크리스티나 그로제바 외1명
- 미루나무의 가을 - 오오모리 켄이치
- The Man Who Defended Gavrilo Princip - 스디안 콜제비크
- 어긋난 세계 - 마가레테 폰 트로타
- 선지자의 밤 - 김성무
- 사랑을 쌓는 사람 - 아사하라 유조
- The Sinking of Sozopol - 코스타닌 보네프
- 더 스파이더웹하우스 - 마라 아이블-아이베슈펠트
- 신경쇠약 직전의 뱀파이어 - 다비드 륌
- 데이 체이스드 쓰루 아리조나 - 마티아스 휴저
- 틸 데스 두 어스 왓? - 마에다 코지
- 포스 마쥬어: 화이트 베케이션 - 루벤 외스틀룬드
- 투 떰스 업 - 유호량
- 어 먼스 인 더 컨츄리 - 베라 글라골레바
- 빌라 투마 - 수하 알라프
- We Monsters - Sebastian Ko
- WE WILL BE THE WORLD CHAMPIONS - 다코 바직
- 와일드 테일즈: 참을 수 없는 순간 - 데미안 스지프론
- Zero Point - Mihkel Ulk
- 취리히 - 사샤 폴락

### 글로벌 빌리지
- 어 마이너 립 다운 - 하메드 라자비
- 멜버른 - 니마 자비디
- 테헤란의 낮과 밤 - 락샨 바니 에테마드
- 당신의 세상은 지금 몇 시? - 사피 야즈다니안
- Call Me Bad Girl - Ong-art Cheamcharoenporn
- 아이 파인.. 땡큐.. 러브 유 - 메즈 타라톤
- Love On The Rocks - 사란유 지랄락
- 꽃미남 학교괴담 - 포이 아논
- 스웨이 - 루스 탕
- 선생님 일기 - 니티왓 다라톤
- 타임라인(영어판) - 논지 니미부트르
- 해피 뉴 이어 - 파라 칸
- 쿠브수랏 - 사샹크 고쉬
- 킥 - 사지다 나디아드왈라
- PK - 라지쿠마르 히라니
- 퀸 - 비카스 발
- 바느질 위의 인생 - 미시마 유키코
- 진격의 거인: 홍련의 화살 - 아라키 테츠로
- 비리갸루 - 도이 노부히로
- 러브 뱀파이어 - 스즈키 마이
- 마에스트로 - 코바야시 쇼타로
- 오 브라더, 오 시스터! - 니시다 마사후미
- 트와일라잇 사사라 사야 - 후카가와 요시히로
- 암흑의 영혼 - 프란체스코 문지
- 초원은 돌아올 것이다 - 에르마노 올미
- HAPPILY MIXED UP - 마시밀리아노 브루노
- 인비저블 보이 - 가브리엘 살바토레
- 이탈로 - 알레시아 스카르소
- 이탈리아 인 어 데이 - 가브리엘 살바토레
- LAND OF SAINTS - Fernando Muraca
- WE ARE FRANCESCO - Guendalina Zampagni
- 베티뷰 - 미구엘 코핸
- 데이 릴리즈 - 제프리 카우퍼
- 이지 섹스, 새드 무비스 - 알레호 플라
- 엘 니노 - 다니엘 몬존
- 어 히트맨즈 솔리튜드 비포 더 샷 - 플로리안 미샤 보더
- 아그니에시카 - 토마즈 에밀 루드직
- 인비트윈 월즈 - 페오 알라다그
- 카프카의 굴 - 요헨 알렉산데르 프레이당크
- 나치는 살아있다 - 지우리오 리치아렐리
- Sanctuary - 마크 브루먼드
- 더 컷 - 파티 아킨
- 투 라이프! - 우베 젠슨
- 클라우즈 오브 실스마리아 - 올리비에 아사야스
- 히포크라테스 - 토마스 릴티
- 쿠크하트 : 시계심장을 가진 소년 - 스테판 벨라 외1명
- 노바디 프롬 노웨어 - 매튜 델라포테
- 애딕트 - 토니 마샬
- 뱅 뱅 베이비 - 제프리 St. 줄스
- 헨리 헨리 - 마르탕 탈보
- Kidnap Capital - Felipe Rodriguez
- 패션 오브 어거스틴 - 레아 풀
- 마미 - 자비에 돌란
- 릴레이티브 해피니스 - 딘느 폴리
- 더 카크슈어 레드 무비 - 머레이 포스터
- The Masters of Suspense - Stephane Lapointe
- These Lovers - Piotr Skowronski
- 웻 붐 - 린제이 맥케이
- 피의자 : 사라진 증거 - 폴라 반 데르 외스트
- Bulgarian Rhapsody - 이반 니체프
- 침묵 속에 - 제네크 지라스키
- 제네시스: 세상의 소금 - 빔 벤더스 외1명

### 월드 시네마 120 주년과 중국 영화 110 주년 기념
- 스타 탄생 - 조지 큐커
- 카사블랑카 - 마이클 커티즈
- CHAPLIN, THE LEGEND OF THE CENTURY - Anne Leboulch 외1명
- 시민 케인 - 오슨 웰즈
- 패왕별희 - 천카이거
- 골든 게이트 걸즈 - S. Louisa Wei
- 그녀, 잉그리드 버그만 - 스티그 비요크만
- The Butterfly Lovers - Guo Xiaonan
- 마지막 황제 - 베르나르도 베르톨루치
- The Undesirable - 마이클 커티즈

### 브릭스 셀렉션
- 브리드 엄피에펌로 - 마크 돈포드 메이
- Rahasya - 마니쉬 굽타
- 파울로 코엘료 - 다니엘 아우구스토
- 타이거 마운틴 - 서극
- 전자 구름 아래에서 - 알렉세이 게르만 주니어

### 트리뷰트 투 더 마스터즈
- 알파빌 - 장 뤽 고다르
- 국외자들 - 장 뤽 고다르
- 네 멋대로 해라 - 장 뤽 고다르
- 경멸 - 장 뤽 고다르
- HISTOIRES DU CINEMA - 장 뤽 고다르
- 미치광이 피에로 - 장 뤽 고다르
- 주말 - 장 뤽 고다르
- 아득한 산너머에서 부르는 소리 - 야마다 요지
- 아바시리 번외지 - 이시이 테루오
- Hot Pursuit - 사토 준야
- 철도원 - 후루하타 야스오
- 행복의 노란 손수건 - 야마다 요지
- Children of the World - 제이콥 플렉 외1명
- 십자로(영어판) - 션 시링
- The Opium Wars - Junli Zheng 외1명
- 아저일배자 - 스 후이
- Wu hai ye hang - Tao Yu
- Wu Xun zhuan - 선 유
- Sunrise - Chengshou Su 외1명
- The Peerless Beauty - Pingqian Li
- 피카딜리 - 이월드 앤드리 듀폰트
- 상하이 익스프레스 - 조세프 본 스텐버그
- 엘레나 - 안드레이 즈비아긴체프
- 리바이어던 - 안드레이 즈비아긴체프
- 추방 - 안드레이 즈비아긴체프
- 리턴 - 안드레이 즈비아긴체프

### 오피셜 셀렉션
- 45 이어즈 - 앤드류 헤이
- 비둘기, 가지에 앉아 존재를 성찰하다 - 로이 앤더슨
- 세컨 찬스 - 수잔 비에르
- 어페림! - 라두 주데
- 아메리칸 스나이퍼 - 클린트 이스트우드
- 버드맨 - 알레한드로 곤잘레스 이냐리투
- 보이후드 - 리처드 링클레이터
- 시티즌포 - 로라 포이트러스
- 폭스캐처 - 베넷 밀러
- 나를 찾아줘 - 데이빗 핀처
- 이다 - 파벨 포리코브스키
- 지미스 홀 - 켄 로치
- 심야식당 - 마츠오카 조지
- 내 어머니 - 난니 모레티
- 나이트 크롤러 - 댄 길로이
- 종이 달 - 요시다 다이하치
- 예고범 - 나카무라 요시히로
- 사일런트 하트 - 빌 어거스트
- 스틸 앨리스 - 리처드 글랫저 외1명
- 소년, 소녀 그리고 바다 - 가와세 나오미
- 이미테이션 게임 - 모튼 틸덤
- 더 포스트맨즈 화이트 나잇츠 - 안드레이 콘찰로프스키
- 사랑에 대한 모든 것 - 제임스 마쉬
- 더 원더스 - 알리체 로르와커
- 내일을 위한 시간 - 장 피에르 다르덴 외1명
- 위플래쉬 - 데이미언 셔젤
- 윈터 슬립 - 누리 빌게 제일란

### 4K 레스터레이션
- 영웅본색 - 오우삼
- 황야의 무법자 - 세르지오 레오네
- 청춘 잔혹 이야기 - 오시마 나기사
- 용문객잔 - 호금전
- 태양의 제국 - 스티븐 스필버그
- 지상에서 영원으로 - 프레드 진네만
- 바람과 함께 사라지다 - 빅터 플레밍
- 좋은 친구들 - 마틴 스코세이지
- 원스 어폰 어 타임 인 아메리카 - 세르지오 레오네
- 석류의 빛깔 - 세르게이 파라자노프
- 사운드 오브 뮤직 - 로버트 와이즈
- 오즈의 마법사 - 빅터 플레밍

### SIFF 클래식
- CROW AND SPARROW - Junli Zheng
- Eight Thousand Li of Cloud and Moon - Dongshan Shi 외1명
- 무대자매 - 셰진
- THREE WOMEN - Liting Chen